# ساعت اصلی
یک ساعت اصلی یک ساعت دقیق است که سیگنال‌های زمان‌بندی را برای همگام‌سازی ساعت‌های فرعی به‌عنوان بخشی از یک شبکه ساعت ارائه می‌دهد. شبکه‌های ساعت‌های الکتریکی که با سیم به یک ساعت پاندولی دقیق متصل می‌شوند، در حدود سال ۱۹۰۰ در مؤسساتی مانند کارخانه‌ها، ادارات و مدارس مورد استفاده قرار گرفتند. ساعت‌های رادیویی نوین با سیگنال‌های رادیویی یا اتصالات اینترنتی به یک سیستم زمانی جهانی به نام زمان جهانی هماهنگ (UTC) هم‌زمان می‌شوند، که در بسیاری از کشورها توسط ساعت‌های اتمی مرجع اولیه اداره می‌شود.
یک نسخه نوین و اتمی از یک ساعت اصلی، مجموعه ساعت بزرگی است که در رصدخانه نیروی دریایی ایالات متحده یافت می‌شود.